# 소녀전선
소녀전선(중국어: 少女前线)은 중국의 미카(MICA)팀이 개발한 모바일 게임이다. 총기를 모에화한 캐릭터를 조종하는 전략 육성 게임으로, 중국에서는 2016년 5월 20일에, 타이완과 홍콩에서는 2017년 1월 18일에, 대한민국에서는 2017년 6월 30일에 출시되었다. 서구권에는 2018년 5월 9일에 출시되었고 일본에서는 2018년 8월 1일에 출시되었다.
같은 세계관을 공유하는 게임으로 빵집소녀라는 게임이 있다.

## 서비스 지역
2018년 9월 기준 서비스 지역은 10개국이다.
- 중화인민공화국
- 홍콩
- 중화민국(대만)
- 대한민국
- 미국
- 캐나다
- 영국
- 오스트레일리아
- 뉴질랜드
- 일본

## 시놉시스
1905년, 퉁구스카 강에 있는 러시아는 처음으로 사람들이 붕괴와 붕괴 기술과 접촉하게 되는 미지의 생명체와 연구를 발견했다.
2030년 7명의 중학생들이 북란도 섬에 착각하여 유물(붕괴액)이 누출되어 광역 저 방사선 감염(ELID) 환자로 고통을 겪었다. 테웨이 경찰 구조대의 구출에 실패했지만, 종합 누출 붕괴의 폐허가 되었다. ELID를 위해 지구상에 인간거주공간이 점차 줄어들었고 나머지 생존을 위한 논쟁과 경비 때문에 역사상 가장 비극적인 제3차 세계대전이 발생했다.
2051년 휴전 이후 여전히 국가 간의 적대감과 증오가 있었고 국가의 힘은 지역 안정과 안보를 유지하기에는 부족했기 때문에 안전 계약자에 의지해야만 했다. 그 후 인간은 전술적 휴머노이드 작전을 통해 인명 피해를 줄이기 시작했다. 어떤 지그재그 노동자들은 전술적인 휴머노이드 공장을 생산한다.
그러나, 2061년에 나비 사건의 발발, 특수부대가 들쭉날쭉 한 작품에 침입, 공장이 캡처된다. 보고, 다음 노동자는 공장을 인수하는 높은 수준의 엔지니어를 만들어, 컴퓨터는 즉시 전술 휴머노이드, 지그재그가 그리폰이 새로운 지휘관을 몇 명 모집하기로 결정한 지 6개월 만에 그리폰의 군사 봉쇄를 뚫으려고 노력한 후에 모든 인간을 포함한 노동 노동자들이 새로운 인간의 새로운 지휘관이 된다. 그 중 하나다.

## 전술인형
| 권총      | M1911, 콜트 싱글 액션 아미, 나강 리볼버, PPK, P-08, 마우저 C96, 웰로드 Mk-II, TT-33, 마카로프 권총, STECHKIN APS, SPP-1, FNP-9, M9, 글록 17, P7, Mk23, MP-446, SR-1, 92식, M950, 그리즐리 mkV, SPP-1, 59식, NZ-75, PSM, Bren Ten, USP Compact, Five-Seven, P99, CZ75, 아스르나 M900, HK45, 스미스 & 웨슨 모델 629 컴펫타이터, 노보 벤쿠버(협동 조합), K5, P22, P38, 콜리브리 |
| 기관단총  | MP-40, 톰슨, 스텐 기관단총, PPSh-41, PPS-43, m/45, 수오미 KP-31, 베레타 38식, M3, 스펙트레 M4, Z-62, MAC10, 스코르피온 기관단총, 64식, MP5, UMP9, UMP45, Hale IDW, FMG-9, PP-2000, VECTOR, EVO 3, PP-19, PP-90, 79식, RO635, SR-3MP, G36C, TMP, F1, KLIN, UMP40, 100식, AK-74U, M12, SP9, FN P90                                                                             |
| 라이플    | M1903 스프링필드, 모신 소총, 리-엔필드, Kar98k, 한양조 88식, M1 개런드, SVT-38, PTRD, SKS, G43, M14, FN-49, BM-59, 카라바인 56식, M21, PSG-1, SVD, SV-98, NTW-20, Super SASS, M99, SSG 69, IWS2000, 여든한 폴로, WZ29, DSR50, PzB39, T5000, WA2000, M200, SCOUT, 바렛M82, K31                                                                                                |
| 돌격 소총 | StG44, FAL, AR-15, AK-47, G3, SIG-510, FNC, M16A1, 갈릴 소총, 56-1식, OTs-12, OTs-14, AS VAL, 9A-91, L85A1, F2000, G41, G11, M4A1, M4 SOPMOD II, TAR, ARX-160, CZ-805, HK416, 95식, 97식, AR-70, 6P62, G28, T91, FAMAS, ASh-12.7, K2, K11, AK12, AN94, AK15, G36, XM8, SCR, RFB                                                                                              |
| 기관총    | MG34, MG42, FG42, DP28, M1919, M1918, M2HB, 브렌 경기관총, MG3, M60, RPD, M249 SAW, AAT-52, PK, Mk.48, LWMMG, MG4, MG5, IMI 네게브, 아멜리에 (영어:아멜리), RPK-16, LS26, 루이스, PKP, RPK-203 |
| 산탄총    | RMB-93, KS-23, M500, 97식 산탄총, M590, M37, KSG, M1887, NeoStead 2000, USAS-12, 엘펠트 발렌타인 (협력 역할), M26MASS, AA-12, SPAS-12, S.A.T.8, FO-12, LTLX7000 |

## 중장비 부대
BGM-71, M2, AT4

## 용어
북란도 사건
2030년, 몇몇 중학교 학생들의 작은 모험이 우연히 비밀이 높은 유물로 침입하여 붕괴액으로 인해 광역성 저복사 감염증(ELID) 환자에게 공격을 받았다. 후속 구조 사고는 일련의 사고를 일으켜 붕괴 유체가 완전히 붕괴되었다.
약한 봉쇄로 인해 붕괴 액은 외부 세계에 전례없는 피해를 입혔다. 도시가 증발하고 있으며 인구가 감소하고 있으며 많은 생활 공간이 오염되었다.
제3차 세계 대전
북란도 사건 이후, 전례없는 테러 대재앙이 지구상에 격렬하게 퍼졌다. 국가들이 위기를 구하기 위해 서두르면서 서로 회피하고 서로 비난하고 있다. 결국 모순의 균열이 극단에 이르렀고 2045년에 깨끗한 땅과 음식에 대한 전쟁이 발발했다.
전쟁 후 세계는 더욱 황폐해지고 문명 질서는 생존 직전에 살고 있다. 모든 지역의 정권은 더 이상 사람들의 안보를 보호할 수 없어서 수많은 보안 계약자가 등장했다. 그리고 많은 지역이 오염되어 더 이상 생활과 광업에 적합하지 않아 기계 및 인공지능의 기술적 진보를 직접적으로 촉진한다.
안전계약사
제3차 세계대전 후, 기존 국가 및 조직은 재정 지출 및 관리 압력을 줄이기 위해 일부 대도시 및 산업 기반만 보호하는데 주력했다. 다른 소도시 및 외곽 지역의 경우 입찰은 민간군사조직과의 계약에 사용된다.
이러한 상황에서 시대에 따라 다양한 규모의 보안 계약 기업이 등장하고 지역 보안 유지라는 이름으로 큰 이익을 얻었으며 보안 계약자용 무기와 장비를 생산하는 산업 회사도 대규모로 설립되었다.
처음에 보안 계약자의 군대는 주로 인간으로 구성되었으며 용병, 나중에 휴머노이드 기술이 발달함에 따라 전술적 휴머노이드가 주요 전투력이 된 계약자도 있었다.
자율인형
특정 등급의 로봇에 대한 총체적인 이름은 특히 2033년에 개발되기 시작한 생체 공학 로봇을 말하며 외관상 인간과 매우 유사하며 매우 지능적이다. 일일 서비스 또는 간단한 전투 지원에 참여할 수 있으며, 미래의 기술 개발로 이미 주요 전투력으로 사용될 수 있다.
그들은 인공지능이 매우높지만 제조 과정에서 인간 인물의 잠금 작동에 의존하여 일부 인간의 감정을 시뮬레이션할 수 있지만 항상 인간의 명령에 무조건적으로 순종한다. 기술의 발전으로 외형과 감정적 표현에 관계없이 자기 훈련된 인간 형태는 보통 사람들이 로봇으로 인식하기 어렵게 만들었다.
전술인형
자기 훈련된 휴머노이드의 유형은 전투에서 특별히 사용되는 자기 훈련 된 휴머노이드를 의미한다. 전쟁 후 인력 부족과 혹독한 환경으로 인해 군사 분야에서 인간형에 대한 수요가 증가하고 있으며, 시대에 따라 전투에 특화된 자율적인 인간형이 등장했다.
전술 소녀들은 두 세대로 나뉘며, 1세대는 총기를 가진 자기 훈련된 인간 인물일 뿐이며, 현재 전투 환경에 적합한 인간형 모델의 특수 구성 및 변형에 의해 완성된다. 2세대는 "브랜딩" 및 "스낵킹 네트워크"를 통해 고효율 전투 능력과 사용하기 쉬운 대규모 전투 명령으로 자율적인 인간형을 달성했다.
전술적 휴머노이드의 몸체는 초기 민사 자기 훈련 휴머노이드에서 비롯되었지만 나중에 기본 목적으로 순전히 전투를 통해 개발된 모델도 있었다.
휴머노이드 인형
독립적인 전술적 휴머노이드 ("호스트")는 조직을 확장하여 전투를 도울 수 있는 여러 개의 인형 휴머노이드를 가질 수 있다.
인형 휴머노이드는 메인 프레임과 동일한 전투 기능을 가지고 있지만 복잡한 컴퓨팅 기능은 없으며 명령을 받아들이고 실행할 지능만 있다.
에칭이론
파스칼이 2054년에 발표한 이론. 식각 이론은 특별한 맞춤형 균일 식각 방법 후에 물체와 물체가 새로운 "필드"에서 특별한 연결을 형성 할 수 있음을 증명한다.
IOP제조회사는 이 이론을 전술적 휴머노이드에 적용하여 특정 무기 구성 요소와의 연결을 "에칭" 시켜서 인간이 비교할 수 없는 전투 효율을 얻기 위해 노력했다.
브랜딩 시스템
에칭 이론에서 확장된 실용적인 기술은 2058년 파스칼에 의해 연구 및 출판되었다. 공식 명칭은 "고급통계세션도구"(Advance Statistic Session Tool, ASST 시스템이라고 함)로 전술적 휴머노이드와 자체 무기 사이에 특별한 관계를 만들 수 있다. 유도 접촉이다.
전술적 휴머노이드를 사용하여 자신을 설명하면서, "나의 인식은 반으로 나뉘어져 있고, 항상 다른 반쪽을 느낄 수 있다. 총기는 갑자기 사지처럼 몸의 연장 부가되어 무기처럼 작동한다. 눈을 가진 것만큼 편리하다."
제너 계약
90wish가 발표한 광역 통신 프로토콜이 특별한 통신 전송 방법은 호스트 또는 위성 장비에 의존 할 필요 없이 해당 지역의 인물들 사이에 통신 네트워크를 직접 구축하고 정보를 전송할 수 있으며, 작동 원리는 P2P 기술과 유사하다.
그리폰
2053년 브레조비치 크루거가 설립한 보안계약회사는 이름이 그리폰&크루거(Griffin&Kruger)로 지정되었다. 운영 기금은 주로 자체 접촉에서 나온 정부와 컨소시엄에 의해 제공된다.
처음에 그리폰은 다른 보안 계약자처럼 인간 용병에 초점을 맞췄다. 그러나 1년 후, 1세대 전술인형이 등장하여 크루거는 새로운 가능성을 볼 수 있었다. 그는 인명 피해를 줄이기 위해 그리폰의 주요 전투력으로 전술 휴머노이드를 구매하기를 희망한다.
"특이점" 이후, 크루거는 군대에 의해 체포되어 군대와 패러데우스에 의해 공격을 받았다. 전자는 망명과 활동을 계속할 권리와 교환하여 특정 작업을 수행한다.
전술지휘관
플레이어의 역할은 일반적으로 게임에서 사령관이라고 한다. 계약된 보안 작업을 완료하기 위해 전술적 휴머노이드를 관리하고 명령하는 일을 주로 담당한다.
지휘권한이 있는 전술적 휴머노이드가 많지 않기 때문에 전술적 휴머노이드에는 자기 행동을 위한 메커니즘과 권한이 없다. 지휘관은 전술 휴머노이드 세력의 두뇌이므로 전술지휘관은 드물고 긴급한 인적 자원이 되었다.
IOP제조공단
이름은 제3차 세계대전 중에 설립된 산업 제조 회사인 중요한 행동 프로토 타입 기계 제조 회사다. 그리폰의 전술인간 인물 공급업체다.
파스칼이 이끄는 16LAB 인스티튜트는 회사의 이름으로 개발된 새로운 기술을 공유한다.
지에팽공자오와는 좋은 관계를 유지하고 있었지만 전쟁중에 서로의 매출을 강탈하고 전쟁후 많은 우수한 기술 직원을 강탈했기 때문에 격렬했다.
그리폰과 계약을 체결한 경우 그리폰에 전술 휴머노이드가 너무 많거나 다른 전술 휴머노이드가 전장에서 회수된 경우 IOP에 반환하여 처리할 수 있다.
철혈공조
전체 이름은 북란도 사건 이후에 설립된 구식 산업 제조 회사인 "철혈공조"이다. 지에쉐지앙은 주요산업 기업에서 오염의 발발로 경계를 잃었으며 포괄적이고 정교한 군용 제품에 의존하고 지역의 광범위한 시장을 점령했다.
제3차 세계대전이 끝난 후 지에 팡곤 자이는 90명의 전직레크리스를 받아들이고 인공지능을 사용하여 새로운 전술 휴머노이드를 개발했다.
나비사건 후, 들쭉날쭉한 피의 인간형은 통제력을 상실하고 모든 직원을 죽였다. 이제 철혈은 AI의 통제에 완전히 빠졌으며, 인간에게는 적, 괴물, 살인자다.
군
이것은 나비 사건의 대가로 의심되는 루크사트주의의 군대를 의미하며, 부대는 주로 기갑 부대이며 많은 첨단 기술 무기를 가지고 있으며 철혈 및 그리폰보다 화력이 훨씬 높다.
붕괴와 역붕괴
알려지지 않은 고대 유적에서 발견된 기술. 물질을 분해, 재구성 또는 직접 에너지로 변환할 수 있는 꿈꾸는 기술이지만 매우 위험한 붕괴 유체를 사용해야하기 때문에 상당한 위험이 있다.
붕괴액
붕괴 및 역붕괴 기술에 사용되는 촉매는 방사성 물질이다.
접촉된 물질을 분자 결합 수준에서 분해하는 성질을 가지고 있으며, 방출되는 방사선은 살아있는 유기체에 위험하며 ELID의 공급원이다.
E.L.I.D
전체 이름은 "광역성 저복사 감염증"이다. 증상은 붕괴액이 방출하는 특수 방사선에 의해 발생한다.
물리적 내성에 따라 방사선 유발 감염은 다른 결과를 가질 수 있다. 체질이 좋지 않으면 직접 사망에 이르게 되고, 감염후 더 나은 돌연변이가 생길 수 있다. 악화되기 전에 치료를받지 않으면 신체가 점차 규폐화되고 뻣뻣해지며, 이유를 점차 잃게되고, 사망하기 전에 공격적으로 가득 차게된다. 좀비만큼 위험하다.
나비 사건
2061년, 알려지지 않은 출처의 특수 부대가 첨단 AI "엘리사"의 기술 데이터를 빼앗기 위해 제철 일반 공장의 기술 부서에 몰래 들어갔다. 그러나 기술 부서의 리코는 방어 절차를 시작했지만 특수 부대는 방어 절차를 수행한 휴머노이드를 파괴하려 했으나 근접 공격 중에 길을 잃은 총알이 리코를 때려죽였다. 사망하기 전에 리코는 "엘리사"를 가동했으며 AI는 예거드 워크의 모든 권한을 인수하고 예거드 회사를 차단하고 휴머노이드를 활성화하여 특수부대 및 들쭉날쭉한 직원을 포함한 모든 인간을 죽였다. 이 사건을 "버터 플라이 사건"이라고 불렀다.
그러나 한편으로는 철혈 공학의 작은 규모로 인해 뉴스가 차단 되었기 때문에 "버터 플라이 사건"은 세계의 관심을 끌지 못했다.

## 프로모션

### 중화인민공화국
2017년 5월 20일엔 소녀전선 1주년을 맞아 이를 축하하는 이벤트를 하였다. 상하이 지하철 2호선의 급행 열차 일부를 '그리폰 익스프레스'라는 이름으로 소녀전선 게임 도색을 하였다.

### 중화민국
2017년 5월 22일, "소녀전선"은 공식적으로 페이스북 플레이어에게 페이스북을 통해 타이베이 첩운에 광고할 수 있는 방법에 대한 질문을 했다. 2017/07/20에는 인터넷에 관련 사진이 있었으며, 며칠 되지 않아 타이베이 첩운 단수이신이선에서 관련 도장 열차가 등장하였다.

### 다른 국가
2018년에는 소녀전선 한국서버 1주년을 기념해 소녀전선은 에어아시아 X와 협력해 에어버스 A330 여객기 1기(등록 번호 9M-XXB)를 소녀전선 도장으로 변경했다.

## 논란
2016년 1월, "소녀전선" 제작 그룹의 구성원들은 일본 만화 곤충이 새로운 역할인 Kar98k를 추구 하고 모자, 암밴드, 가슴 디자인, 버튼 및 기타 비교 차트를 올린 것을 언론에 지적했다. "주간 청소년 SUNDAY" 관계자는 표절을 부정했다. 트위터 성명서의 "소녀전선"은 유감이다.
2016년 5월, 운모 그룹은 게임을 온라인으로 발표하면서 동시에 파트너십의 끝으로 소녀전선의 끝을 발표했다. "운모 그룹으로 인해 인력과 효과적으로 문제를 해결할 수 없는 경험 부족의 부족으로 앞이다." 소녀전선의 많은 수의 결과 "굽기 다리"라는 전선 네트워크 운모그룹, 계약의 일방적인 위반의 내용, 손실을 입은 반면, 신속했고 소송을 할 준비가 되었으며, 플레이어가 이 테스트 활동을 재충전하지 않도록 했다. 결과는 어떤 사람들을 제공하고 모든 전체 연설의 대부분은 많은 더빙 결과, 모든 전선으로 분류 시작해야 한다. 이후 게임 인기 하락을 초래했다. 이제 성도 디지털 스카이의 "소녀전선"이 운영을 담당한다.
2018년 7월, 공식 운영 이전의 상표 문제로 인해 소녀전선의 일본어 버전이 인형전선(도루후로 프론트라인)으로 이름이 변경되었다.

## 주요 시상
GooglePlay(KR)에서 2017년 최고의 게임 중 하나로 선정되었다.

## 미디어 믹스

### 애니메이션

#### 소녀전선 인형소극장
소녀전선 인형소극장(중국어: 少女前线 人形小剧场, 일본어: どるふろ)은 중화인민공화국에서 처음에 방영하였고 일본에서도 방영했다.

#### 소녀전선 (애니메이션)
소녀전선(일본어: ドールズフロントライン)은 2022년 1월 8일부터 3월 26일까지 방영한 일본의 애니메이션이다.

### 코믹스
소녀전선 코믹스는 인형의 노래와 앤솔로지로 구성된다.

## 속편
소녀전선 2(중국어: 少女前线2)는 2018년에 개발이 본격적으로 시작되었다. 2020년 1월 생방송 중에 프로듀서 하나카는 자신의 작업장을 시리즈 속편 소녀전선 2의 제작으로 전환했음을 확인했으며, 제작팀이 게임 속편이 개발중임을 처음 확인했다. 같은 해 5월 게임 출시 4주년을 맞이한 라이브 이벤트에서 프로덕션 팀은 속편의 이름을 "소녀전선 2: 추방"으로 결정했으며 동시에 두 가지 버전의 "뉴럴 클라우드"와 "소녀전선: 글리치 랜드"가 출시된다. 파생된 작품은 세계관에서 작동한다.

## 같이 보기
- 벽람항로
- 원신
- 붕괴3